# Lista de objetos artificiais em Marte
A seguinte tabela é uma lista parcial de objetos artificiais na superfície de Marte. A maioria são desativados em seguida que servem a sua finalidade, mas os rovers Spirit e Opportunity são ainda operacionais. A lista não inclui objetos menores tais como paraquedas, e os landers (aterrisadores) dos robôs de exploração.

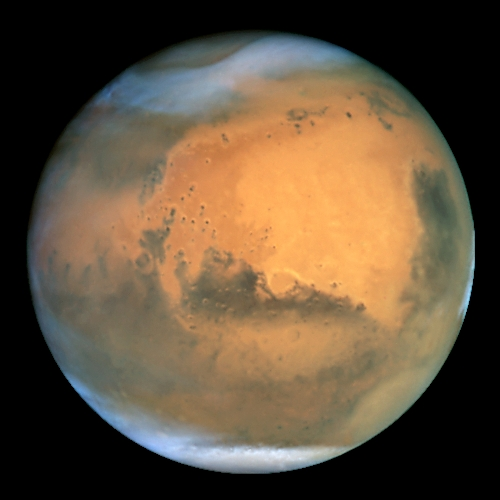
Marte

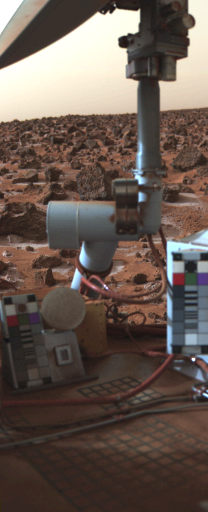
Viking 2 em Marte

| Objeto Artificial                            | Nacionalidade             | Pousou                    | Massa (kg) | Localização                                                            |
| Marte 2 [A]                                  | URSS                      | 1971                      | 1210       | 4º N, 47º W.                                                           |
| Marte 3 [B]                                  | URSS                      | 1971                      | 1210       | Sirenum Terra, 45° S - 158° W                                          |
| Marte 6 [A]                                  | URSS                      | 1974                      | 635        | Margaritifer Terra, 29.90° S - 19.42° W                                |
| Viking 1                                     | Estados Unidos            | 1976                      | 657        | Chryse Planitia, 22.480° N - 47.967° W                                 |
| Viking 2                                     | Estados Unidos            | 1976                      | 657        | Utopia Planitia, 48.269° N - 225.99° W                                 |
| Aterrisador Mars Pathfinder & Robô Sojourner | Estados Unidos            | 1997                      | 360        | Ares Vallis, 19.33° N - 33.55° W                                       |
| Mars Climate Orbiter [C]                     | Estados Unidos            | 1999                      | 629        | ?                                                                      |
| Mars Polar Lander & Deep Space 2 [A]         | Estados Unidos            | 1999                      | 500        | Ultimi Scopuli, 76° S - 195° W                                         |
| Beagle 2 [A]                                 | Reino Unido               | 2003                      | 69         | Isidis Planitia, 10.6° N - 270° W                                      |
| Spirit (MER-A)[D]                            | Estados Unidos            | 2004                      | 1063       | cratera Gusev, 14.5718° S - 175.4785° E                                |
| Opportunity (MER-B)[D]                       | Estados Unidos            | 2004                      | 1063       | Meridiani Planum, 1.9483° S - 354.4742° E                              |
| Phoenix                                      | Estados Unidos            | 2008                      | 350        | Vastitas Borealis, vulgarmente chamado Vale verde, 68.22° - N 125.7° W |
| Curiosity                                    | Estados Unidos            | 2012                      | 889        | Aeolis Palu, Cratera Gale, 4.5895° S -137.4417° E                      |
| Perseverance                                 | Estados Unidos            | 2021                      | 1050       | Cratera Jezero, 18.4° N - 77.6° W                                      |
| Massa total estimada (kg)                    | Massa total estimada (kg) | Massa total estimada (kg) | 9279       |                                                                        |